# Деражненська сільська територіальна громада
Деражненська сільська територіальна громада — територіальна громада України, в Рівненському районі Рівненської області. Адміністративний центр — село Деражне.
Площа громади — 226,11 км², населення — 6376 мешканців (2018).
Утворена 26 серпня 2016 року шляхом об'єднання Деражненської, Дюксинської та Постійненської сільських рад Костопільського району.

## Населені пункти
До складу громади входять 9 сіл: Бичаль, Ганнівка, Деражне, Дюксин, Жильжа, Перелисянка, Постійне, Соломка та Суськ.